# Karel Kosík

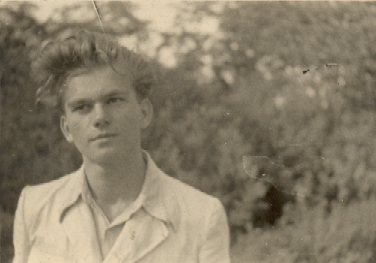
Karel Kosík

Karel Kosík (ur. 26 czerwca 1926 w Pradze, zm. 21 lutego 2003 tamże) – czeski filozof marksistowski. W swojej najsłynniejszej pracy filozoficznej Dialektyka tego, co konkretne (1963) zaprezentował oryginalną syntezę Heideggerowskiej wersji fenomenologii z poglądami „młodego Marksa”. Jego późniejsze prace mogą być określone jako ostra krytyka społeczeństwa nowoczesnego z pozycji lewicowego konserwatyzmu.

## Życiorys
Od 1 września 1943 aż do aresztowania przez Gestapo 17 listopada 1944 był członkiem nielegalnej antynazistowskiej partyzanckiej grupy komunistycznej Předvoj („Awangarda”) i redaktorem naczelnym nielegalnego czasopisma Boj mladých („Walka młodych”). Po schwytaniu był przetrzymywany pod ścisłym nadzorem na praskim Pankrácu i wielokrotnie przesłuchiwany. Od 30 stycznia do 5 maja 1945 był więźniem obozu koncentracyjnego Theresienstadt.
W latach 1945–1947 studiował filozofię i socjologię na Uniwersytecie Karola w Pradze. W latach 1947–1949 uczęszczał na wykłady z filozofii na Uniwersytecie Leningradzkim i Moskiewskim Uniwersytecie Państwowym w Związku Radzieckim.
W 1950 kończy studia w Pradze na Uniwersytecie Karola. W tym czasie poznaje swoją przyszłą żonę Růženę Grebeníčkovą (późniejszą laureatkę Nagrody im. Herdera), z którą miał troje dzieci (Antonín, Irena i Štěpán).
W latach 1952–1969 pracuje jako naukowiec na Wydziale Filozofii Czechosłowackiej Akademii Nauk. Daje wykłady w różnych krajach świata (m.in. w Wenecji na 12 Międzynarodowym Kongresie Filozoficznym i w Meksyku na 13 Międzynarodowym Kongresie Filozoficznym). W 1963 publikuje swoją główną pracę Dialektyka tego, co konkretne. Studia z problematyki człowieka i świata. Od 1968 roku pracuje na stanowisku profesora filozofii Wydziału Filozoficznego Uniwersytetu Karola - do roku 1970, kiedy został usunięty ze stanowiska.
W latach 1971–1990 był wielokrotnie przesłuchiwany i odwiedzany w mieszkaniu przez służby bezpieczeństwa policji państwowej Stb, podczas których konfiskowano jego rękopisy, notatki i książki. Jego prace zostały zakazane we wszystkich państwowych bibliotekach.
Po aksamitnej rewolucji 1989 powrócił na Uniwersytet Karola (gdzie wykładał w latach 1990–1992) i do Akademii Nauk Republiki Czeskiej (gdzie wykładał od 1992 do śmierci). Wiele podróżuje po Europie z wykładami (głównie do Barcelony i Paryża). W 1999 otrzymał Nagrodę im. Toma Stopparda przyznawaną przez środowisko Karta 77 za swoją książkę Myśli przedpotopowe; w 2001 w Klementinum otrzymał od czeskiego ministra kultury Nagrodę Artis Bohemiae amicis.

## Najważniejsze prace
- Książki
  - Česká radikální demokracie (Czeska radykalna demokracja; Praga 1958),
  - Dialektika konkrétního (Dialektyka tego, co konkretne; Praga 1963, 1965, 1966 i liczne tłumaczenia na języki europejskie i japoński),
  - Moral und Gesellschaft (Moralność i Społeczeństwo; Frankfurt nad Menem 1968, 1970),
  - La nostra crisi attuale (Nasz obecny kryzys; Rzym 1969, Barcelona 1971),
  - Století Markéty Samsové (Wiek Markety Samsowej; Praga 1993, 1995),
  - The Crisis of Modernity. Essays and Observations from the 1968 Era (Kryzys nowoczesności. Eseje i obserwacje z ery 1968 roku; Lanham 1995),
  - Jinoch a smrt (Młody człowiek i śmierć; Praga 1995),
  - Předpotopní úvahy (Myśli przedpotopowe; Praga 1997),
  - Poslední eseje (Ostatnie eseje; Praga 2004),
- Artykuły:
  - "Dialectic of the Concrete Totality", w: Telos nr 2 (Jesień 1968), New York: Telos Press.